# صدربعل جيسكو
 صدربعل جيسكو  (المتوفي عام 202 ق.م.) قائد قرطاجي قاتل ضد الرومان في أيبيريا وإفريقية خلال الحرب البونيقية الثانية. وهو غير صدربعل برقا شقيق حنبعل.
أُرسل جيشاً بقيادة صدربعل جيسكو إلى أيبيريا بعد هزيمة «صدربعل» برقا في معركة درتوسا في ربيع عام 215 ق.م. وفي عام 212 ق.م. قرر بابليوس سكيبيو وجنايوس سكيبيو قائدي الرومان في أيبيريا مهاجمة القرطاجيين، حيث سار «بابليوس سكيبيو» بقواته لمواجهة قوات القرطاجيين بقيادة صدربعل جيسكو وماجو برقا، الذان تلقّا تعزيزات من الخيالة النوميد بقيادة ماسينيسا. وفي تلك المعركة، هُزمت القوات الرومانية وقتل بابليوس سكيبيو. وبعد ذلك مباشرة، سارع صدربعل جيسكو بقواته للانضمام إلى قوات صدربعل برقا. تمكنت القوات المشتركة القرطاجية من نصب لجنايوس سكيبيو وحققوا نصراً آخر على الرومان، وألحقوا جنايوس سكيبيو بعد أقل من شهر من وفاة شقيقه بابليوس.
في عام 206 ق.م. ضم صدربعل جيسكو قوات جديدة لزيادة جيشه إلى 70,000 جندي مشاة و 4,500 فارس. ومع ذلك تعرضت للهجوم هو وماجو من قبل قوات سكيبيو الإفريقي، ابن بابليوس سكيبيو، وهُزما في معركة إليبا.
عبرت صدربعل جيسكو إلى إفريقية، حيث أقنع صيفاقس، ملك النوميديين الغربيين، بالتحالف مع قرطاجنة ضد روما. تحقق هذا عن طريق تقديم صدربعل جيسكو ابنته صفنبعل زواج لصيفاقس. وعندما عبر سكيبيو الإفريقي إلى إفريقية في عام 204 ق.م. اعترضه صدربعل جيسكو وصيفاقس مع قوة مشتركة من 80,000 جندي مشاة و 13,000 فارس. في الوقت الذي كانت المفاوضات فيه دائرة، أرسل سكيبيو وحليفه الجديد ماسينيسا (الذي كان من المفارقات تبديله لولاءه لصالح الرومان في نفس الوقت تقريبا الذي تحول فيه زعيم الفصيل النوميدي الآخر، صيفاقس للتحالف مع القرطاجيين) من يقترب من المعسكر القرطاجي النوميدي خلسة ويشعل فيه النار. ووفقا لبوليبيوس، فقد خسر القرطاجيون والجيش النوميدي أكثر من 40,000 قتيل.
أقنعت صفنبعل زوجها صيفاقس بالاستمرار في تحالفه مع القرطاجيين، وانضم إليهما قوة من الأيبيريين تقدر بحوالي 4,000 جندي، اشتبكوا مع الرومان في معركة جديدة، ولكنهم هزموا هزيمة كبيرة في معركة بغبرادس. عاد صدربعل جيسكو إلى قرطاجنة، حيث انتحر في عام 202 ق.م. قبل أن يقتله سفهاء قرطاجنة.
كقائد، لم يكن صدربعل جيسكو في مهارة الإخوة برقا، على الرغم من أن تيتوس ليفيوس وصفه بأنه «أفضل وأبرز قائد ظهر في هذه الحرب بعد أبناء حملقار برقا الثلاثة».

## وصلات خارجية
- Livius.org: Hasdrubal, son of Gesco